# 懷特島 (羅斯群島)
78°8′S 167°24′E / 78.133°S 167.400°E

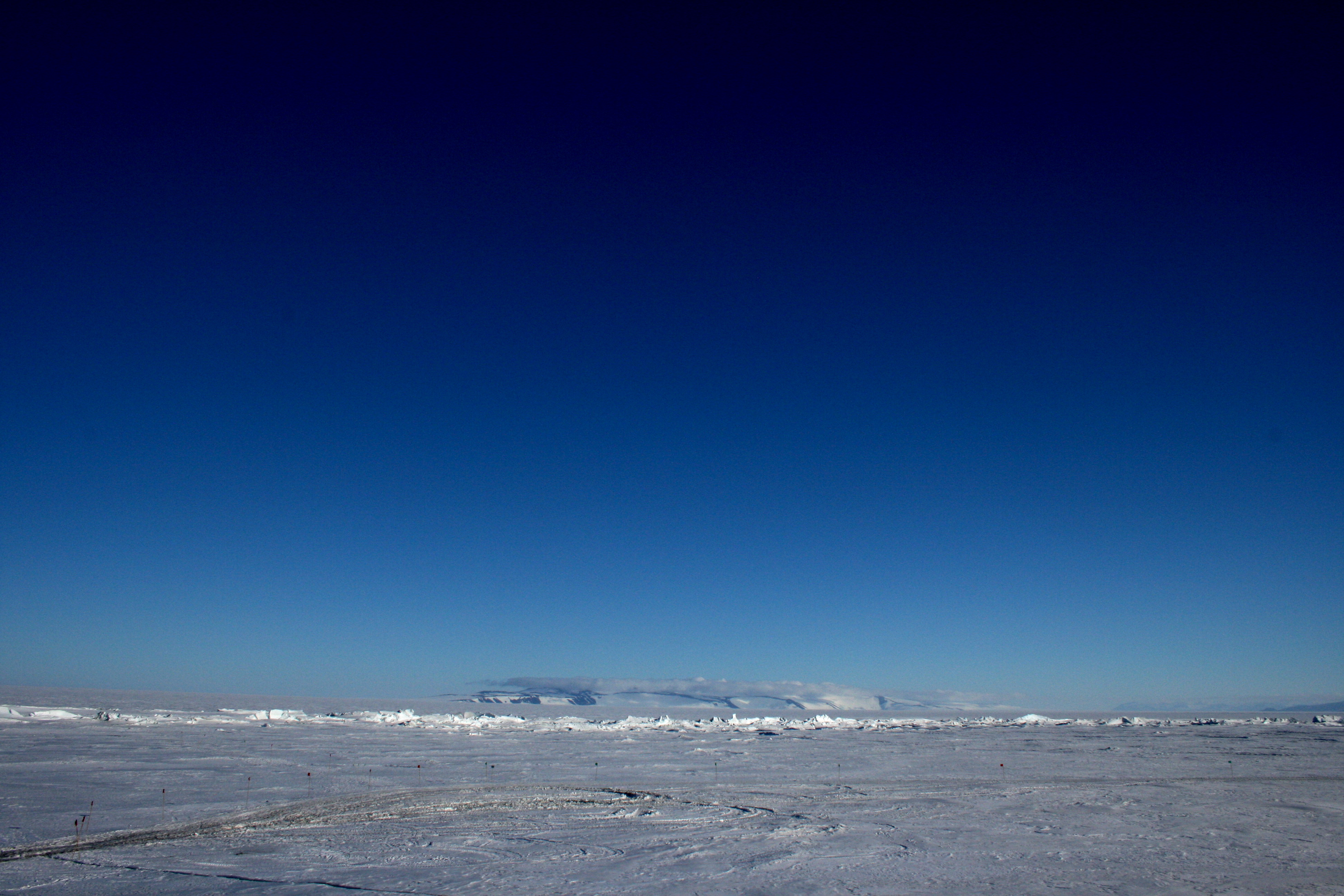

懷特島是南極洲的島嶼，位於布萊克島以東的南冰洋海域，屬於羅斯群島的一部分，長24公里，島上無人居住，該島在1902年被發現。